# Mama (film)
Mama je angleško govoreča španska nadnaravna grozljivka iz leta 2013, delo filmskega režiserja in scenarista Andrésa Muschettia. Film temelji na njegovi kratki argentinski zgodbi Mamá iz leta 2008. V filmu igrata Jessica Chastain in Nikolaj Coster-Waldau. Producenti so bili Guillermo del Toro, Zandy Federico in Bárbara Muschietti, slednja je napisala tudi scenarij.
Film pripoveduje zgodbo o dveh deklicah, zapuščenih v koči sredi gozda. Zanju skrbi neznana entiteta, ki jo kličeta »Mama« in jima sledi v nov dom, ko ju k sebi vzame njun stric. Film so nameravali izdati oktobra 2012, vendar je bil izid zamaknjen na 18. januar 2013. Filmsko podjetje Tamil je kasneje naredilo remake z naslovom Mooch.

## Vsebina
Po tem, ko izgubi vse svoje premoženje v finančni krizi leta 2008, Jeffrey Desange ubije svojega poslovnega partnerja in ženo ter odpelje svoji hčerki, triletno Victorio in enoletno Lily, od doma. Zaradi neprevidne vožnje in snega Jeffrey izgubi nadzor nad vozilom in zdrsne s ceste v gozd. Vsi trije preživijo in odidejo v zapuščeno hišo v gozdu. Tam namerava ubiti svoji hčerki in nato še sebe, a ga prej ubije senčna prikazen. Dekleti se grejeta ob ognju, skrivnostna prikazen pa jima vrže češnjo.
Pet let kasneje reševalna odprava, ki jo je najel Jeffreyev dvojček Lucas, najde Victorio in Lily živi. Dekleti odpeljejo v psihiatrično oskrbo pod vodstvom dr. Geralda Dreyfussa. Dekleti sta si izmislili pojavo, ki ju ščiti in hrani, imenovano »Mama«. Dekleti se vedeta divjaško do Lucasa, dokler si Victoria ne nadane očal in ga bolje vidi. Dr. Dreyfuss dovoli Lucasu, da skupaj s partnerko Annabel odpeljeta dekleti domov. Victoria se hitro vključi v novo okolje, Lily pa ni navajena živeti z ljudmi (rjove, spi na tleh ipd.).
Medtem, ko sta z Lucasom v postelji, Annabel prestraši pošastna podoba. »Mama« napade Lucasa in ga spravi v komo. Annabel, ki deklet ne mara preveč, začne skrbeti zanj. Uspe ji navezati stik z Victorio, vendar ne z Lily. Zaradi ženske iz nočnih mor in Victoriinih opozoril o »Maminem« ljubosumju Annabel prosi Dreyfussa, da stvar razišče. Ta sprva misli, da je »Mama« samo Victoriina izmišljotina; vendar na podlagi Victoriine zgodbe ugotovi, da gre za žensko Edith Brennan, ki je v 19. stoletju pobegnila iz psihiatrične bolnišnice.
Dreyfuss odkrije ostanke dojenčka v vladnem skladišču. Annabel ima medtem nočne more o »Mamini« preteklosti; Edith Brennan (»Mama«) je bila poslana v norišnico sv. Getrude iz neznanega razloga, njenega otroka pa so dali nunam. Iz norišnice je ušla, zabodla nuno in vzela otroka nazaj. Nato je z njim skočila s klifa in se utopila, otroka pa je zadržala veja, na kateri je tudi umrl. Annabel ugotovi, da Edith ne ve, da je njen otrok umrl na veji, zato je »posvojila« Victorio in Lily. 
Lucas doživi vizijo, v kateri vidi svojega brata Jeffreyja, ki ga prosi, naj reši njegovi hčerki. Victoria medtem več časa posveča Annabel kot »Mami«, ne pa tudi Lily. Dreyfuss obišče kočo v gozdu, kjer ga ubije »Mama«. »Mama« nato otroka odpelje na klif, kjer je storila samomor, vendar ji sledita Annabel in Lucas.
»Mami« pokažejo ostanke njenega otroka, zato vrne Lucasu in Annabel Victorio, ki ima njiju bolj rada kot njo. Obdrži pa Lily, ki je »Mamo« imela vedno za enega in edinega starša. Skupaj skočita s klifa in se spremenita v jato nočnih metuljev. Victoria nato opazi modrega nočnega metulja, ki ji je pristal na roki, kar nakaže, da je Lily še vedno z njimi v neki drugi podobi. 

## Igralci
- Jessica Chastain kot Annabel
- Nikolaj Coster-Waldau kot Lucas Desange / Jeffrey Desange
- Megan Charpentier kot Victoria Desange
  - Morgan McGarry kot mlada Victoria
- Isabelle Nélisse kot Lilly Desange
  - Maya in Sierra Dawe kot mlada Lilly
- Daniel Kash kot dr. Gerald Dreyfuss
- Javier Botet kot Mama
  - Laura Guiteras kot Mama (glas)
  - Melina Matthews kot Mama (glas)
  - Hannah Cheesman kot čudovita Mama / Edith Brennan
- Jane Moffat kot Jean Podolski / Mama (glas)
- David Fox kot Burnsie
- Julia Chantrey kot Nina
- Elva Mai Hoover kot tajnica
- Dominic Cuzzocrea kot Ron
- Diane Gordon kot Louise